# ギルバート・ベイカー

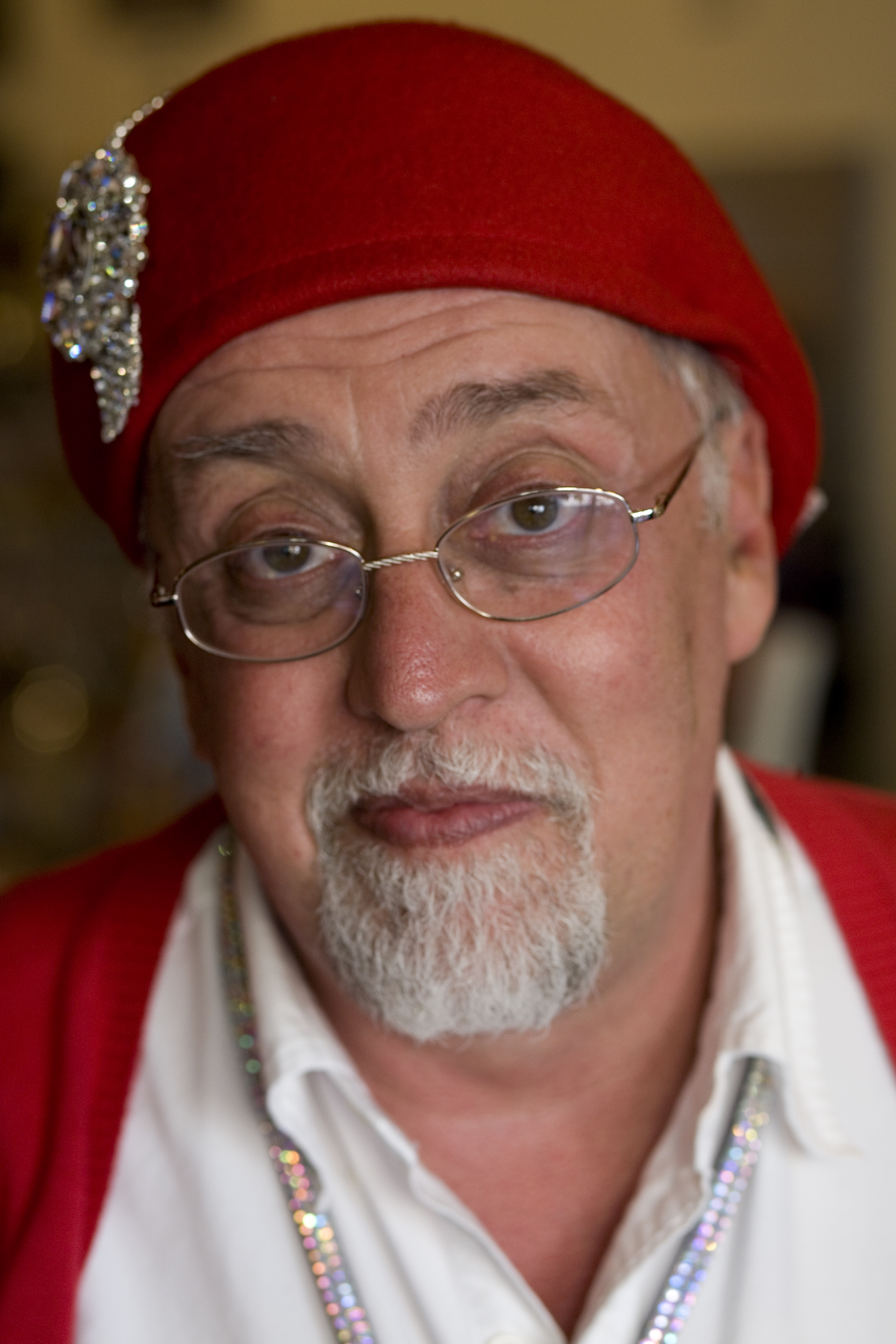
ギルバート・ベイカー

ギルバート・ベイカー（英語: Gilbert Baker、1951年6月2日 - 2017年3月30日）は美術家で公民権活動家。LGBTの権利パレードの一種ゲイ・パレードでしばしば見られるレインボーフラッグをデザインした人物。カンザス州生まれ。

## 略歴
ベイカーはアメリカ軍に1970年から1972年まで在籍し、ゲイの人権運動が始まったばかりのサンフランシスコに駐留した。名誉除隊の後、自己流で学んだ縫製の技術でゲイの人権活動や反戦運動のマーチで使われるバナーを制作し始めた。この頃にハーヴェイ・ミルクと知り合い、友人となった。
1979年にサンフランシスコの Paramount Flag Company で働き始め、ダイアン・ファインスタインや、フランス、ベネズエラ、フィリピン、スペインなど各国の首脳らのためのイベント装飾を行った。また数多くの市民イベントやサンフランシスコ・ゲイ・プライドで使われた制作物にも携わった。1984年には民主党全国大会の旗もベイカーがデザインしている。
1994年にベイカーはニューヨークへ移り、制作活動と運動を続けた。この年に当時世界最大の旗をストーンウォールの反乱25周年の記念行事のために制作している。
2003年にはレインボーフラッグの制作25周年において、大西洋からキーウェストを超えてメキシコ湾までを結ぶ巨大な旗を制作した。イベントの終了後に旗は切り分けられて、世界100以上の都市に送られた。
2017年3月30日、ニューヨークの自宅で死去。

## レインボーフラッグ

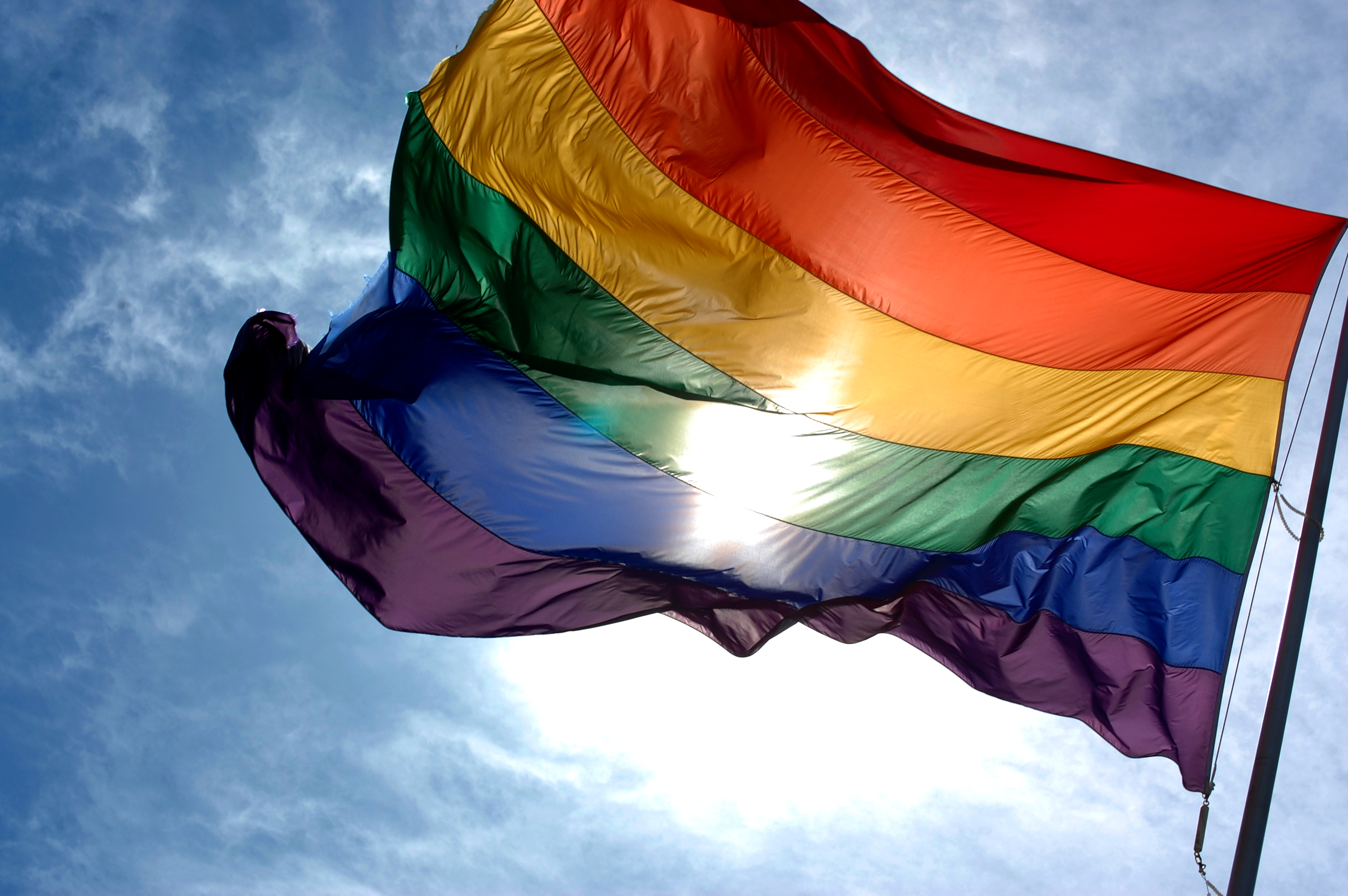
6色バージョンのレインボーフラッグは最も広く使われたバージョンである。1978年に作られた最初のデザインにはピンクとターコイズの2色がさらに加わっていたが、製造上の理由により取り除かれた。

レインボーフラッグに使われた色はLGBTコミュニティの多様性を表している。1978年6月25日にサンフランシスコで行われたGay Freedom Day Paradeで初めて使用され、ベイカーは8色で構成されたこの旗の色にそれぞれの意味を込めた。
- ピンク：sexuality（セクシャリティ）
- 赤：life（生命）
- 橙：healing（癒し）
- 黄：sunlight（太陽）
- 緑：nature（自然）
- ターコイズ：magic/art（魔術/芸術）
- 藍：serenity/harmony（平穏/調和）
- 紫：spirit（精神）

30人のボランティアが手染めと縫製を行い、2本の旗がパレードのために完成した。
最初の改良で広く調達可能な布の色への変更を行った後にも数度の修正が行われた。2008年の時点で、最も広く使われているのは6色構成（赤、橙、黄、緑、青、紫）のものである。ベイカーはこのバージョンについて、大量生産向けに実用的な配慮を加えた「商業的バージョン」と考えている 。2003年のフラッグ25周年の記念で、6月に行われたゲイ・プライドでベイカーは8色のフラッグを復活させている。

## メディア
2003年にベイカーとキーウェストのプロジェクトはRainbow Prideのメインイベントとなり、Marie Jo Ferronによって長編ドキュメンタリーが制作された。このドキュメンタリーはPBSが購入し、ニューヨークのWNETで初放送された。
ベイカーはオリジナルのフラッグを映画『ミルク』（2008年のアカデミー受賞作品）のために再制作し、DVDリリースの短編映像でのインタビューにて公開した。